# Katarina Håkansson
Anna Katarina Margareta Håkansson (ur. 18 marca 1966 w Uppsali) – szwedzka judoczka. Olimpijka z Barcelony 1992, gdzie zajęła siódme miejsce w wadze półciężkiej.
Siódma na mistrzostwach świata w 1986; uczestniczka zawodów w 1989. Startowała w Pucharze Świata w 1989, 1990, 1992, 1993 i 1995. Piąta na mistrzostwach Europy w 1989 roku.

## Letnie Igrzyska Olimpijskie 1992
| Konkurencja | Eliminacje         | Eliminacje              | Eliminacje          | Repasaże               | Repasaże                 | Klas. końcowa |
| Konkurencja | Przeciwnik I       | Przeciwnik II           | 1/4                 | Przeciwnik I           | Przeciwnik II            | Miejsce       |
| ----------- | ------------------ | ----------------------- | ------------------- | ---------------------- | ------------------------ | ------------- |
| 72 kg       | Heli Syrjä (FIN) Z | Mélanie Engoang (GAB) Z | Yōko Tanabe (JPN) P | Cristina Curto (ESP) Z | Laetitia Meignan (FRA) P | 7.            |